# Mercedes-Benz L 4500
Der Mercedes-Benz L 4500 ist ein schwerer Haubenlenker-Lastkraftwagen der Marke Mercedes-Benz, der von 1939 bis 1944 von Daimler-Benz im Werk Gaggenau und als Lizenzbau von 1944 bis 1945 bei Saurer in Wien hergestellt wurde. Der Typ wurde als L 4500 S mit Hinterradantrieb (Standard) sowie als L 4500 A mit Allradantrieb gebaut.
Im Zweiten Weltkrieg setzte die Wehrmacht den L 4500 unter anderem mit gepanzerter Kabine als Träger von Flugabwehrkanonen ein. Wegen Materialknappheit wurden ab 1943 die geschwungenen Kotflügel durch einfachere ersetzt und das „Einheitsfahrerhaus“ verwendet, das zu großen Teilen aus Holz und Presspappe bestand. Der Lkw diente auch als Basis für das Halbkettenfahrzeug L 4500 R „Maultier“.

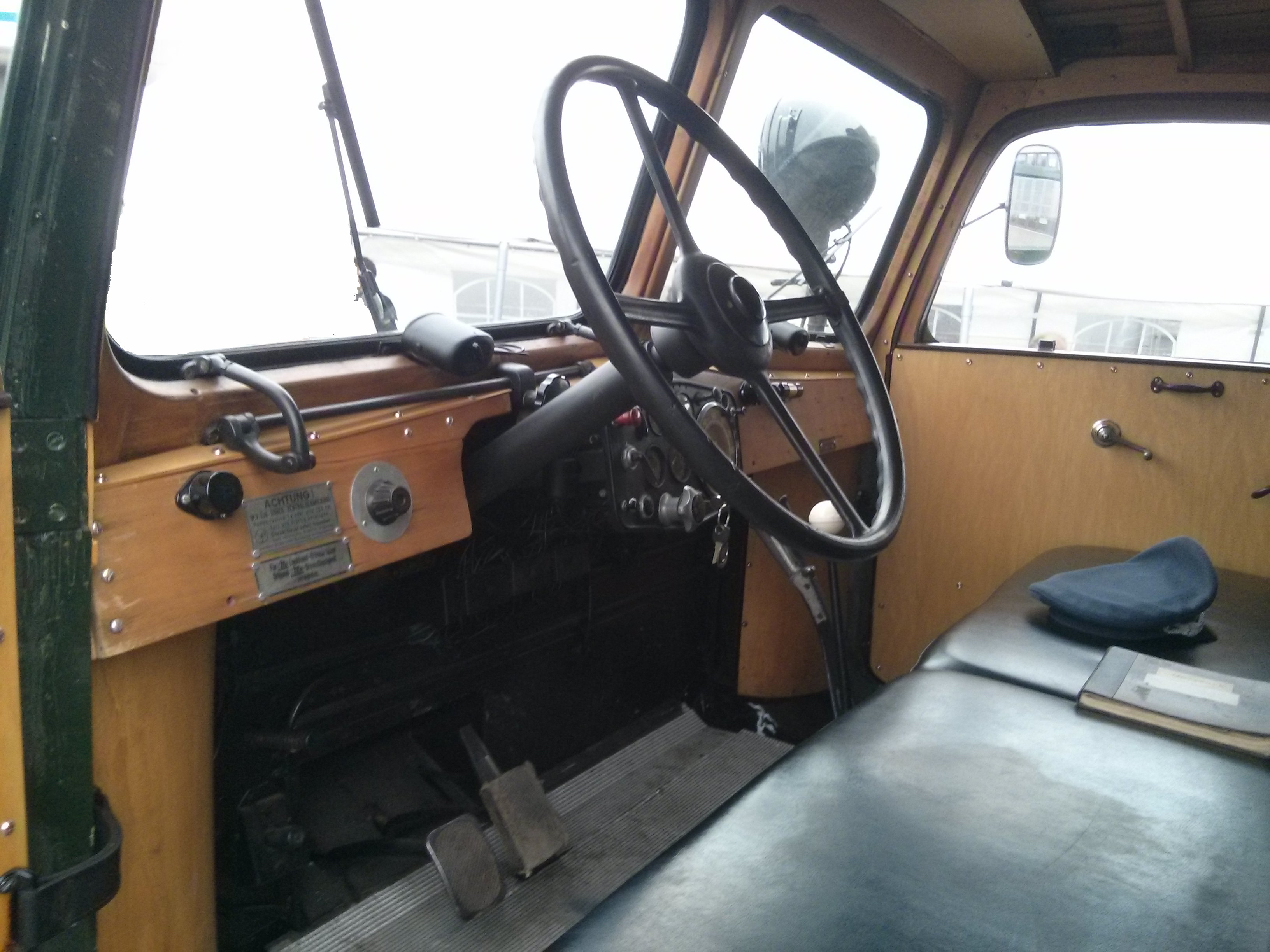
Innenraum eines L 4500 S

## Technik

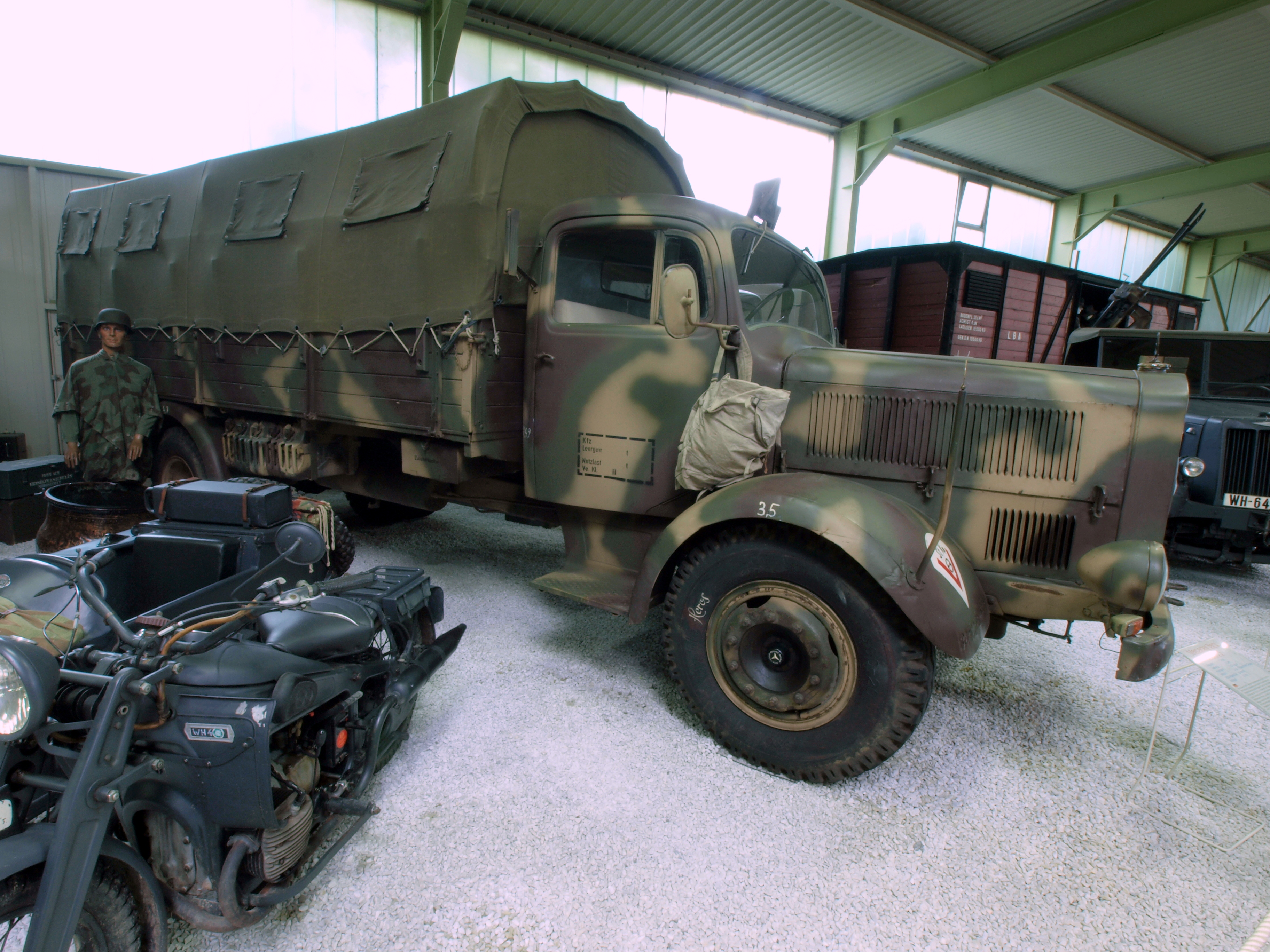
L 4500 S in militärischer Ausführung

Der L 4500 ist ein zweiachsiger Lastkraftwagen in Haubenlenkerbauart mit U-Profil-Leiterrahmen. Die beiden Starrachsen vorn und hinten sind an Halbfedern aufgehängt. Die Vorderachse ist einfachbereift, während die Hinterachse mit Zwillingsbereifung versehen ist. Die luftgefüllten Geländereifen haben die Größe 10,5–20. Die Hydraulikbremse mit Druckluftunterstützung (Bremsservo) wirkt auf alle Räder, während die Feststellbremse (Handbremse) nur die Hinterräder abbremst. Die Zahnradfabrik Friedrichshafen stellte die Rosslenkung Typ 721 her. Die Antriebskraft wird vom Motor über eine Einscheibentrockenkupplung auf ein manuelles Fünfganggetriebe mit Vorgelege übertragen. Vom Getriebe gelangt die Kraft auf die Hinterräder. Der allradgetriebene Typ L 4500 A hat zusätzlich einen nur mit eingelegtem Geländegang zuschaltbaren Frontantrieb.
Der Motor ist ein flüssigkeitsgekühlter Sechszylinder-Reihen-Viertakt-Dieselmotor mit OHV-Ventilsteuerung und Vorkammereinspritzung. Die siebenfach gelagerte Kurbelwelle treibt über ein Stirnradgetriebe eine untenliegende Nockenwelle an, die pro Zylinder je ein hängendes Ein- und ein Auslassventil betätigt. Eine Einspritzpumpe von Bosch oder Deckel spritzt den Dieselkraftstoff in die Zylinder.

## L 4500 RMaultier
Nach dem Überfall auf die Sowjetunion im Juni 1941 stellte sich heraus, dass mit den Regenfällen im Herbst die meist unbefestigten Straßen an der Ostfront oft unbefahrbar wurden. Die auch im Frühjahr auftretende „Rasputiza“ (russisch распу́тица ‚Wegelosigkeit‘) überforderte selbst Fahrzeuge mit Allradantrieb. Daraufhin baute man Fahrzeuge mit Halbkettenantrieb und nannte sie Maultier, meistgebautes Maultier war der Opel Blitz, aber auch andere Fahrgestelle dienten als Maultier-Basis, unter anderem auch das des Mercedes-Benz L 4500. Beim L 4500 R Maultier wurde das Fahrgestell modifiziert; es erhielt Gleisketten des PzKpfw II. Das Fahrerhaus war bereits das hölzerne Einheitsfahrerhaus der Wehrmacht. Die Länge wuchs dadurch auf 7900 mm, die Breite auf 2360 mm, die Höhe reduzierte sich auf 3200 mm. Der OM-67-Motor leistete unverändert 112 PS (82 kW). Als problematisch stellten sich die geringe Höchstgeschwindigkeit von 36 km/h und der hohe Kraftstoffverbrauch von 70 l/100 km auf der Straße heraus, der im Gelände auf das Doppelte anstieg. Gebaut wurde der L 4500 R Maultier von 1943 bis 1944.

## Technische Daten L 4500 A
| L 4500 A                          | L 4500 A                                |
| Abmessungen und Gewichte          | Abmessungen und Gewichte                |
| --------------------------------- | --------------------------------------- |
| Spurweite vorne                   | 1905 mm                                 |
| Spurweite hinten                  | 1714 mm                                 |
| Bodenfreiheit                     | 340 mm                                  |
| Watfähigkeit                      | 800 mm                                  |
| Leergewicht                       | 5717 kg                                 |
| Nutzlast                          | 4685 kg (4085 kg)                       |
| Max. zulässige Gesamtmasse        | 10400 kg (9800 kg)                      |
| Sonstige Daten                    |                                         |
| Höchstgeschwindigkeit             | 66 km/h (43 km/h)                       |
| Kraftstoffverbrauch               | 28 l / 100 km (42 l / 100 km)           |
| Füllmenge des Kraftstoffbehälters | 140 l Dieselkraftstoff                  |
| Batterie                          | 2 × 12 V, 105 Ah                        |
| Kraftübertragung                  |                                         |
| Kupplung                          | Einscheibentrockenkupplung              |
| Getriebe                          | Fünfganggetriebe mit Vorgelege          |
| Reifen                            | 10,5-20-Geländereifen                   |
| Kraftübertragung auf              | alle Räder                              |
| Motor                             |                                         |
| Bezeichnung                       | OM 67/4                                 |
| Motortyp                          | Reihensechszylindervorkammerdieselmotor |
| Kühlung                           | Wasser                                  |
| Ventiltrieb                       | OHV-Ventilsteuerung                     |
| Bohrung × Hub                     | 105 × 140 mm                            |
| Hubraum                           | 7274 cm³                                |
| Verdichtungsverhältnis            | 20:1                                    |
| Nennleistung                      | 82 kW [112 PS] bei 2250 min−1           |
| Drehmoment bei Nennleistung       | 350 Nm bei 2250 min−1                   |

Werte in Klammern ( ) gelten für Fahrten im Gelände.

## Varianten (Militär)
In der Wehrmacht wurden viele verschiedene Aufbauten auf dem L 4500 A und S aufgesetzt. Im Folgenden ist ein Auszug der nachgewiesenen Aufbauten:
- Pritschenaufbau (4500 A und S)
- Kraftfahrspritze KS 25, Bauserie 1941 (Aufbau Magirus auf 4500 S)
- Tanklöschfahrzeug TLF 25 (Aufbau Magirus auf 4500 A)
- gepanzerte Ausführung mit 5 cm Flak 41 als Selbstfahrlafette (4500 A)